# Coleophora dentiferoides
Coleophora dentiferoides é uma espécie de mariposa do gênero Coleophora pertencente à família Coleophoridae.